# Diego Rossi
Diego Rossi, né le 5 mars 1998 à Montevideo, est un footballeur international uruguayen jouant au poste d'ailier au Crew de Columbus en MLS.

## Biographie

### En club

#### Éclosion au Los Angeles FC
Le 14 décembre 2017, Rossi signe avec le Los Angeles FC pour sa saison inaugurale en MLS. Il inscrit le premier but de l'histoire du club en MLS le 4 mars 2018, à la onzième minute du match d'ouverture du championnat, sur le terrain de Seattle. Lors de la saison 2018, il marque à dix-sept reprises, avec notamment un triplé contre le Dynamo de Houston en demi-finale de Coupe des États-Unis. Il poursuit sur sa lancée en 2019 avec dix-huit réalisations et participe à la Ligue des champions de la CONCACAF pour la première fois en 2020 et participe à la qualification de son équipe en quart de finale aux dépens du Club León. Lors du tournoi de reprise de la MLS en 2020, il termine meilleur buteur avec sept buts en seulement cinq rencontres.

#### Deux saisons au Fenerbahçe SK
Enchaînant plusieurs bonnes saisons avec la franchise angeline, Diego Rossi attire l'attention de plusieurs clubs européens et il rejoint finalement en prêt le Fenerbahçe SK à l'issue de la fenêtre estivale des transferts 2021. Le 20 avril 2022, l'option d'achat assortie à son prêt est levée et il est donc transféré à Fenerbahçe pour un montant avoisinant les six millions de dollars (5,5 millions d'euros) mais pouvant atteindre dix millions de dollars avec les bonus et pourcentages de revente inclus.

### Retour en MLS
Diego Rossi fait son retour en Major League Soccer lorsqu'il est transféré au Crew de Columbus le 2 août 2023. Il signe alors un contrat jusqu'en 2026 avec le statut de joueur désigné dans une transaction estimée entre 5,5 et six millions de dollars.

### En équipe nationale
Avec les moins de 20 ans, il participe au championnat de la CONMEBOL des moins de 20 ans en 2017. Il joue trois matchs lors de ce tournoi. L'Uruguay remporte cette compétition.

## Statistiques
| Saison                | Club                  | Championnat           | Championnat | Championnat | Coupe(s) nationale(s) | Coupe(s) nationale(s) | Compétition(s) continentale(s) | Compétition(s) continentale(s) | Compétition(s) continentale(s) | Séries | Séries | Total | Total |
| Saison                | Club                  | Division              | M.          | B.          | M.                    | B.                    | Comp.                          | M.                             | B.                             | M.     | B.     | M.    | B.    |
| 2015-2016             | CA Peñarol            | Primera División      | 7           | 2           | 0                     | 0                     | CL                             | 1                              | 0                              | -      | -      | 8     | 2     |
| 2016                  | CA Peñarol            | Primera División      | 6           | 1           | 0                     | 0                     | CS                             | 1                              | 0                              | -      | -      | 7     | 1     |
| 2017                  | CA Peñarol            | Primera División      | 33          | 10          | 0                     | 0                     | CL                             | 3                              | 0                              | -      | -      | 36    | 10    |
| Sous-total            | Sous-total            | Sous-total            | 46          | 13          | 0                     | 0                     | -                              | 5                              | 0                              | 0      | 0      | 51    | 13    |
| 2018                  | Los Angeles FC        | MLS                   | 32          | 12          | 4                     | 5                     | -                              | -                              | -                              | 1      | 0      | 37    | 17    |
| 2019                  | Los Angeles FC        | MLS                   | 34          | 16          | 3                     | 1                     | -                              | -                              | -                              | 2      | 1      | 39    | 18    |
| 2020                  | Los Angeles FC        | MLS                   | 21          | 16          | -                     | -                     | LCC                            | 5                              | 2                              | 0      | 0      | 26    | 18    |
| 2021                  | Los Angeles FC        | MLS                   | 19          | 6           | -                     | -                     | -                              | -                              | -                              | -      | -      | 19    | 6     |
| Sous-total            | Sous-total            | Sous-total            | 106         | 50          | 7                     | 6                     | -                              | 5                              | 2                              | 3      | 1      | 121   | 59    |
| 2021-2022             | Fenerbahçe SK (prêt)  | Süper Lig             | 31          | 6           | 2                     | 0                     | C3                             | 6                              | 0                              | -      | -      | 39    | 6     |
| 2022-2023             | Fenerbahçe SK         | Süper Lig             | 33          | 4           | 6                     | 0                     | C1+C3                          | 2+10                           | 0                              | -      | -      | 51    | 4     |
| Sous-total            | Sous-total            | Sous-total            | 64          | 10          | 8                     | 0                     | -                              | 18                             | 0                              | -      | -      | 90    | 10    |
| 2023                  | Crew de Columbus      | MLS                   | 0           | 0           | -                     | -                     | LCup                           | 0                              | 0                              | -      | -      | 0     | 0     |
| Total sur la carrière | Total sur la carrière | Total sur la carrière | 216         | 73          | 15                    | 6                     | -                              | 28                             | 2                              | 3      | 1      | 262   | 82    |

## Palmarès

### En club
Dès sa première saison professionnelle, avec le CA Peñarol, il est sacré champion d'Uruguay en 2015-2016 puis décroche le Supporters' Shield en 2019, récompensant la meilleure équipe sur la saison régulière, avec le Los Angeles FC. En 2023, pour sa deuxième saison en Turquie avec le Fenerbahçe SK, il remporte la Coupe de Turquie 2022-2023.

### En sélection
En sélection uruguayenne des moins de 20 ans, il remporte le championnat de la CONMEBOL des moins de 20 ans en 2017.